# Хрудим (окръг)
Окръг Хрудим (на чешки: Okres Chrudim) е един от 4-те окръга на Пардубицкия край на Чехия. Административен център е едноименният град Хрудим. Площта на окръга е 992,62 km2, а населението – 104 371 жители. В окръга има 108 населени места, от които 13 града и 5 места без право на самоуправление.

## География
Окръгът е разположен в югозападната част на края. Граничи с окръзите Пардубице, Усти над Орлици и Свитави на Пардубицкия край; Ждяр над Сазавоу и Хавличкув Брод от Височинския край и Кутна Хора от Средночешки край.

## Градове и население
Данни за 2009 г.:
| Град                | Население |
| ------------------- | --------- |
| Хрудим              | 23 718    |
| Хлинско             | 10 310    |
| Скутеч              | 5357      |
| Хержманув Местец    | 5053      |
| Слатиняни           | 4188      |
| Храст               | 3228      |
| Тршемошнице         | 3212      |
| Луже                | 2573      |
| Ронов над Доубравоу | 1742      |
| Сеч                 | 1662      |
| Насавърки           | 1634      |

| Общо            | Жени             | Мъже             |
| --------------- | ---------------- | ---------------- |
| 105 280 (100 %) | 53 197 (50,53 %) | 52 083 (49,47 %) |

Средната гъстота е 105 души на km²; 59,53 % от населението живее в градове.